# Parque de la Vega de Triana
El parque de la Vega de Triana, también llamado parque del Charco de la Pava, es un parque público de la ciudad de Sevilla, situado junto al río Guadalquivir y al oeste del Muro de Defensa de Triana. Dicho Muro de Defensa fue ideado para frenar las inundaciones.

## Historia del entorno
La orilla trianera del Guadalquivir era un terreno sin urbanizar conocido como la Vega de Triana. Al norte de esta vega se creó en la década de 1920 un asentamiento de chozas llamado Haza del Huesero. Muchos de sus ocupantes fueron realojados a lo largo de los años en barrios construidos en la segunda mitad del siglo XX, como el Polígono de San Pablo o el Polígono Sur. No obstante, la demolición total de esa barriada tuvo lugar en 1991.
Al sur de la vega hubo, entre finales del siglo XIX y principios del XX, una venta conocida como El Charco de la Pava, que daría nombre a ese entorno. En la Venta del Charco de la Pava actuaron en los años 20 grandes artistas del flamenco local: Manolo Caracol, Rafael Ortega, Enrique el Almendro y otros.
En menor medida, allí también hubo algunos asentamientos chabolistas. Este problema prácticamente desapareció en 2009, cuando se desmantelaron.

## Historia
El parque figuraba en el Plan General de Ordenación Urbana de Sevilla de 2006 y fue promovido por el Ayuntamiento de Sevilla, siendo alcalde Sánchez Monteseirín, y la Confederación Hidrográfica del Guadalquivir. Fue inaugurado el 16 de octubre de 2012 por el entonces alcalde, Juan Ignacio Zoido.
Tuvo un presupuesto de 17,5 millones de euros, financiados en un 70 % por Confederación a través del Fondo Europeo de Desarrollo Regional. El parque cuenta con un paso inferior bajo el Muro de Defensa, con dos compuertas metálicas abatibles de más de 5 toneladas.
El parque tiene una extensión de 80 hectáreas. Cuenta con 4 kilómetros de carril bici, unos 3000 árboles y 30 000 arbustos.
En la zona septentrional del parque hay un centro deportivo municipal.